# Liège-Bastogne-Liège 1920
La 10e édition de la course cycliste Liège-Bastogne-Liège  a eu lieu le 6 juin 1920 et a été remportée par le Belge Léon Scieur.

## Classement final
| Classement final | Classement final      | Classement final | Classement final          | Classement final  |
|                  | Coureur               | Pays             | Équipe                    | Temps             |
| ---------------- | --------------------- | ---------------- | ------------------------- | ----------------- |
| 1er              | Léon Scieur           | Belgique         | La Française, La Sportive | en 7 h 46 min 0 s |
| 2e               | Lucien Buysse         | Belgique         |                           | + 0 s             |
| 3e               | Jacques Coomans       | Belgique         | La Sportive               | + 4 min 20 s      |
| 4e               | Léon Despontin        | Belgique         |                           | + 6 min 0 s       |
| 5e               | Firmin Lambot         | Belgique         | La Sportive               | + 6 min 30 s      |
| 6e               | Léon Devos            | Belgique         |                           | + 7 min 0 s       |
| 7e               | Leon Kindermans       | Belgique         |                           | + 9 min 30 s      |
| 8e               | Victor Dethier        | Belgique         |                           | + 14 min 30 s     |
| 9e               | Arthur Van Branteghem | Belgique         |                           | + 17 min 0 s      |
| 10e              | Louis Budts           | Belgique         |                           | + 17 min 50 s     |
| modifier         |                       |                  |                           |                   |